# Dominatrix

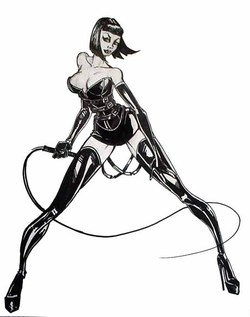
Dominatrix genérica

Una dominatrix  (del latín dominatrix, ‘soberana’ o ‘señora’; plural dominatrices), dominatriz (derivación en castellano de dominatrix) o señora es una mujer que adopta el papel dominante en prácticas sexuales de bondage, disciplina, dominación y sumisión o sadomasoquismo, que suelen abreviarse como BDSM. Los sumisos suelen dirigirse a la dominatrix con expresiones tales como «señora», «madame» o «maîtresse». Adviértase que una dominatrix no tiene necesariamente que dominar a un compañero masculino, puede tener también mujeres sumisas. 
A veces se emplea el término domme, una variación pseudo francesa de la jerga dom (abreviatura de «dominante»).

## Dominatrices profesionales y vocacionales
El término «dominatrix» se usa a menudo para describir una mujer dominante profesional (o pro-domme) que cobra por participar en juegos eróticos con clientes sumisos. En realidad la mayoría de las dominatrices no son profesionales, sino dominantes vocacionales. Las dominatrices profesionales no suelen involucrarse en ningún tipo de contacto sexual con sus clientes, algo que podría considerarse prostitución en ciertos lugares.
La imagen estereotípica de la dominatrix es la de una mujer llevando un catsuit de goma o cuero y botas altas con tacones altos o, en una variante más elegante y provocativa, lencería negra, medias y tacones altos, o bien alguna combinación de ambas. Muchas dominatrices profesionales llevan atuendo de este tipo en su trabajo para cumplir con las expectativas de los clientes.
Esta imagen estereotípica de la dominatrix como "venus de cuero" tiene su origen entre los años 20 y 30 del siglo XX como resultado de una confluencia de factores, tales como la demanda de una parafernalia específica y altamente fetichista desde el ámbito profesional, la existencia de una industria capaz de satisfacer esta demanda y la difusión de esta iconografía mediante revistas y libros ilustrados de temática sadomasoquista, especialmente sobre flagelación erótica, que por aquellos años tuvieron un gran auge.